# Константиново (област Бургас)
Вижте пояснителната страница за други значения на Константиново.
Вижте пояснителната страница за други значения на Новоселци.
Константѝново е село в Югоизточна България, община Камено, област Бургас.

## География
Село Константиново се намира на около 16 km югозападно от центъра на областния град Бургас, около 18 km южно от общинския център Камено и около 13 km североизточно от град Средец. Разположено е в Бургаската низина, по ниските хълмове край левия (северния) бряг на Русокастренска река при вливането ѝ в язовир Мандра (Мандренското езеро). Надморската височина в центъра на селото при църквата е около 30 m, на североизток нараства до около 40 – 50 m, а на юг към устието на реката намалява до около 8 m.
Общински път се отклонява на северозапад при устието на реката от минаващия край Константиново второкласен републикански път II-79 (Елхово – Средец – Бургас) и свързва Константиново през селата Тръстиково и Ливада със село Русокастро.
Землището на село Константиново граничи със землищата на: село Черни връх на север; село Димчево на изток (като част от язовир Мандра); село Присад на изток и югоизток (като част от язовир Мандра); село Габър на юг; село Дебелт на юг; село Тръстиково на запад и северозапад.

## История
През 1920 г. махала Мандра (в местността Мандра), числяща се към село Съзлъ-кьой (Тръстиково), е заселена от бежанци от Тракия. Към 1926 г. бившата махала е село с наименование Константиново в състава на тогавашната община Якезлии (Дебелт) До 1951 г. селото се нарича Константиново, а от 1951 г. до 1996 г. – Новоселци. От 1996 г. селото отново носи името Константиново.

## Население
Населението на село Константиново наброява 733 души при преброяването към 1934 г. и 914 към 1956 г., намалява до 375 към 1985 г., а към 2020 г. наброява (по текущата демографска статистика за населението) 654 души.

### Етнически състав
Преброяване на населението през 2011 г.
Численост и дял на етническите групи според преброяването на населението през 2011 г.:
|                     | Численост |
| Общо                | 330       |
| Българи             | 313       |
| Турци               | -         |
| Цигани              | -         |
| Други               | 12        |
| Не се самоопределят | -         |
| Неотговорили        | 5         |

## Религии
Православно християнство.

## Обществени институции
Село Константиново към 2022 г. е център на кметство Константиново.
В село Константиново към 2022 г. има:
- действащо читалище „Пробуда – 1963 г.“;[10][11]
- православна църква „Св. св. Константин и Елена“;[12]
- пощенска станция.[13]

## Забележителности
Селото се намира в непосредствена близост до язовир Мандра.

## Редовни събития
Всяка година на 21 май – деня на св. св. Константин и Елена, в селото има празник – панаир.

## Фотогалерия
- Църквата „Свети равноапостоли Константин и Елена“ в село Константиново.
- Читалище „Пробуда“
- Кметството на селото.
- Читалище „Пробуда“